# Labologia
Labologia (ang. label = etykieta) – kolekcjonowanie etykiet, najczęściej z butelek z piwem. Jest to jedna z dziedzin kolekcjonerskich uprawiana przez birofilów. Początki etykiet piwnych w Polsce przypadają na wiek XIX, kiedy wraz z rozwojem przemysłu rozkwita również technika piwowarska. Za najstarszą polską etykietę piwną uważa się etykietę z browaru Jana Egerta w Ślężanach stosowaną w latach 1870-1879. Kiedy w latach 1926-1930 rozpoczyna się masowa produkcja gładkich butelek, dynamicznie rozwija się również druk etykiet piwnych. Po II wojnie światowej minister aprowizacji i handlu powołał Centralny Zarząd Państwowego Przemysłu Fermentacyjnego, który nakazał stosowanie tzw. etykiet PPF z obowiązkowym logo Państwowego Przemysłu Fermentacyjnego. W początkach lat 50. nastąpiło dalsze zunifikowanie etykiet i ograniczenie ich do trzech różnych wzorów dla wszystkich browarów, a ostatnim etapem było wprowadzenie również w latach 50. etykiet normatywnych.